# Вейн (округ, Пенсільванія)
Шаблон:StateAbbr_ 41°39′ пн. ш. 75°19′ зх. д. / 41.65° пн. ш. 75.31° зх. д.
Округ  Вейн (англ. Wayne County) — округ (графство) у штаті  Пенсільванія, США. Ідентифікатор округу 42127.

## Історія
Округ утворений 1798 року.

## Демографія
За даними перепису 
2000 року 
загальне населення округу становило 47722 осіб, зокрема міського населення було 7727, а сільського — 39995.
Серед мешканців округу чоловіків було 23942, а жінок — 23780. В окрузі було 18350 домогосподарств, 12942 родин, які мешкали в 30593 будинках.
Середній розмір родини становив 2,98.
Віковий розподіл населення поданий у таблиці:
| Стать    | До 15 років | 15-21 | 22-29 | 30-39 | 40-49 | 50-65 | 65-85 | Понад 85 |
| -------- | ----------- | ----- | ----- | ----- | ----- | ----- | ----- | -------- |
| Чоловіки | 4801        | 2060  | 1793  | 3395  | 3929  | 4310  | 3368  | 286      |
| Жінки    | 4516        | 1820  | 1660  | 3209  | 3620  | 4257  | 3971  | 727      |

## Суміжні округи
- Брум, Нью-Йорк — північ
- Салліван, Нью-Йорк — північний схід
- Делавер, Нью-Йорк — схід
- Пайк — південний схід
- Монро — південь
- Лекаванна — південний захід
- Сасквегенна — захід

## Виноски
1. ↑  U.S. Decennial Census. United States Census Bureau. Архів оригіналу за 12 травня 2015. Процитовано 5 серпня 2015.
2. ↑  Historical Census Browser. University of Virginia Library. Архів оригіналу за 16 серпня 2012. Процитовано 5 серпня 2015.
3. ↑  Forstall, Richard L., ред. (27 березня 1995). Population of Counties by Decennial Census: 1900 to 1990. United States Census Bureau. Архів оригіналу за 18 липня 2015. Процитовано 5 серпня 2015.
4. ↑  Census 2000 PHC-T-4. Ranking Tables for Counties: 1990 and 2000 (PDF). United States Census Bureau. 2 квітня 2001. Архів оригіналу (PDF) за 18 грудня 2014. Процитовано 5 серпня 2015.
5. ↑  State & County QuickFacts. United States Census Bureau. Архів оригіналу за 22 липня 2011. Процитовано 5 серпня 2015.(англ.) Наведено за англійською вікіпедією.
6. ↑  American FactFinder. Бюро перепису населення США. Архів оригіналу за 26 лютого 2012. Процитовано 31 січня 2008.

| США | Це незавершена стаття з географії США. Ви можете допомогти проєкту, виправивши або дописавши її. |